# Liriomyza cordillerana
Liriomyza cordillerana este o specie de muște din genul Liriomyza, familia Agromyzidae, descrisă de Sehgal în anul 1968. Conform Catalogue of Life specia Liriomyza cordillerana nu are subspecii cunoscute.